# Kefalofor

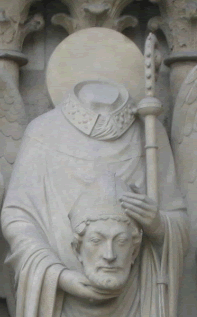
Biskop Dionysius som kefalofor. Skulptur vid vänstra portalen av Notre Dame

Kefalofor är en term som används i helgonberättelser om halshuggna martyrer som gående bär sina egna huvuden. Ordet härstammar från grekiskan och betyder "huvudbärare". En av dessa kefaloforer var det franska skyddshelgonet Dionysius, på franska Saint Denis. Han skall ha varit Paris förste biskop och led martyrdöden genom halshuggning men skall enligt legenden ha rest sig upp, tagit huvudet i handen och vandrat till den plats där kyrkan som bär hans namn numera står.